# Aneides flavipunctatus
Aneides flavipunctatus (tên tiếng Anh: Black Salamander) là một loài kỳ giông thuộc họ Plethodontidae.
Đây là loài đặc hữu của Hoa Kỳ.
Môi trường sống tự nhiên của chúng là rừng ôn đới and vùng đồng cỏ ôn đới.
Chúng hiện đang bị đe dọa vì mất môi trường sống.

## Hình ảnh

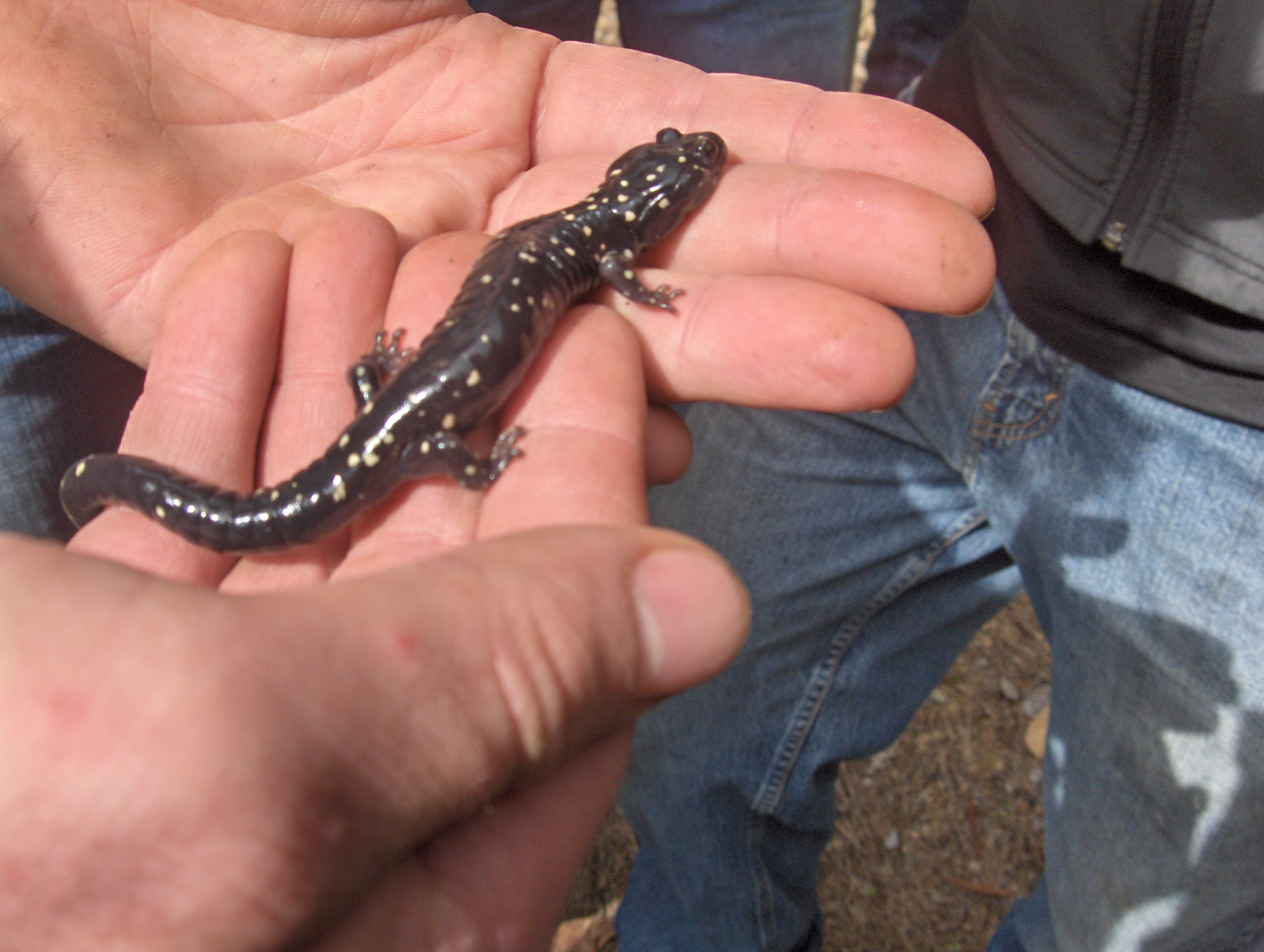